# NGC 7366
NGC 7366 (również PGC 69629) – galaktyka spiralna (S), znajdująca się w gwiazdozbiorze Pegaza. Odkrył ją Albert Marth 7 sierpnia 1864 roku.